# Michal Šlesingr
Michal Šlesingr (Ústí nad Orlicí, 3 de febrero de 1983) es un deportista checo que compitió en biatlón. Ganó tres medallas en el Campeonato Mundial de Biatlón, en los años 2007 y 2015, y tres medallas en el Campeonato Europeo de Biatlón de 2008.

## Palmarés internacional
| Campeonato Mundial | Campeonato Mundial           | Campeonato Mundial | Campeonato Mundial |
| Año                | Lugar                        | Medalla            | Prueba             |
| ------------------ | ---------------------------- | ------------------ | ------------------ |
| 2007               | Anterselva (Italia)          | Medalla de plata   | Velocidad          |
| 2007               | Anterselva (Italia)          | Medalla de bronce  | Individual         |
| 2015               | Kontiolahti (Finlandia)      | Medalla de oro     | Relevo mixto       |
| Campeonato Europeo |                              |                    |                    |
| Año                | Lugar                        | Medalla            | Prueba             |
| 2008               | Nové Město (República Checa) | Medalla de plata   | Individual         |
| 2008               | Nové Město (República Checa) | Medalla de bronce  | Velocidad          |
| 2008               | Nové Město (República Checa) | Medalla de bronce  | Relevos            |